# Arktisk Økonomisk Råd
Arktisk Økonomisk Råd er kendt på engelsk som Arctic Economic Council (AEC). Rådet blev oprettet af Arktisk Råd i 2014 og er en uafhængig international erhvervsorganisation, der repræsenterer virksomheder, der arbejder i og med Arktis. AEC promoverer bæredygtig økonomisk udvikling i regionen. AEC er den eneste regionale erhvervsorganisation i Arktis og har medlemmer fra alle de otte arktiske stater.[kilde mangler]

## Historien bag
Arktisk Økonomisk Råd's historie er tæt forbundet med Arktisk Råd. AEC blev oprettet efter Ministermødet i Kiruna i maj 2013.